# 從眾行為
從眾或從眾行為（英語：Conformity）是一種社會、信念、態度跟隨群體規範的行為。規範即是內在、不明文規定，由一般個人組成的群體組成，他們可互相影響。從眾的趨勢可由小群體到社會及全部人，可能產生不自覺的微妙影響，或直接及明顯的社會壓力。從眾行為可被個人或他人執行。例人們傾向於在吃東西、看電視甚至單獨時跟隨社會規範。同儕壓力亦有一定的影響。
通常的话，人们从众是为了集体感，而这个集体感可以让他们安心，而他们从众的目标大多都是与他们拥有相似年龄，文化，宗教，又或者教育环境的人。这是通常被称之为團體迷思，即一种自我欺骗的思想，强制自己同意，并符合从众目标的價值觀和道德观，且忽略了所采取举动的真实性。害怕承担由于不合群，而导致的社会排斥 。从众心理通常与青春期和青年文化有关联，但实际上倒不如说不管在什么年龄的人，都会有从众行为。
虽然人们对于从众行为的看法通常是负面的，如同儕壓力，但实际上还是要经过判断才能得知从众行为是好是坏。就好像开车时不会逆行一样，这是一种好的从众行为。从众行为对于一个孩童来说可谓是有利的，从众行为使孩童向父母学习到正确的遇事态度，并有利于他们在社会上的交流与发展，当然这一切的前提是家庭拥有一个良好的环境，不然这就是一件负面的事情了。从众行为保持着并影响着社會規範的构造，同时加快社会的效率，并且尽量让人们遵循着不成文的规定。在这个方面来看的话，从众心理可以较大程度地防止明面上的危险以及刻意的破坏。
从众行为就是一种組織现象，它的主要因素是由以下影响（跟随组织的规模大小，合意性，凝聚力，地位，以及对于事物的事先承诺和公众言论）这些因素帮助我们理解从众行为更深。
当人接受一个社会角色或者屈服于一种社会规范时，在某种程度上就是在从众于社会期望。从众指人们采纳其他群体成员的行为和意见的倾向。